# Cabrenç
Cabrenç o Torres o Castell de Cabrenç, o Cabrenys, (en francès, Tours de Cabrens o Tours de Cabrenç) és una fortificació ara força enrunada del terme comunal de Serrallonga, just a l'abrupta cresta que fa de partió amb la comuna de la Menera, totes dues comunes de la comarca del Vallespir.
Està situat damunt de la carena que separa les conques de la Muga, al sud, i del Tec, al nord. És a l'extrem sud-oest del terme comunal de Serrallonga i en el de llevant del de la Menera.

## Història
El castell, situat a l'indret de Cabrenç, va ser el lloc originari de la baronia de Cabrenys, que arribaria a tenir grans possessions i donaria nom al poble alt-empordanès de Maçanet de Cabrenys. El nom es troba documentat en diverses formes: Cabrens (1141 i 1396), Cabrenç (1385), Cabrenchs (1427), Cabrenys (1673); Joan Coromines creu que pot provenir del nom de persona llatí Caprentius. Verdaguer esmenta el lloc en el cant V del Canigó.
El conjunt fortificat de Cabrenç, de grans dimensions i el més important de la regió, s'alçava al damunt d'un seguit de cims veïns i molt encinglerats a la serra que fa de frontera entre el Vallespir i l'Alt Empordà. Del castell, del segle ix, es conserva un clos emmurallat que comprèn la torre de l'homenatge i l'església de Sant Miquel del Castell de Cabrenç en el cim més al sud, de 1.326 metres d'altitud. En els dos pics més septentrionals, cent i tres-cents metres més enllà, hi ha, respectivament, les ruïnes d'una torre de defensa dins un espai emmurallat (segle xiii) i una torre hexagonal (segle xiv). Fins al segle desè va ser la residència dels lloctinents dels comtes de Besalú al Vallespir. Els barons de Cabrenys, que visqueren al castell fins al segle catorzè, tenien extenses possessions als pobles nord-catalans de Vallespir, Serrallonga, Costoja, Vila-roja, els Horts, Fontanills, Ribelles, Montalbà i Reiners. Encara que la residència de la baronia es traslladà a Maçanet al segle xiv, al mateix poble de Serrallonga hi van bastir al segle xvi un segon castell.

## El castell

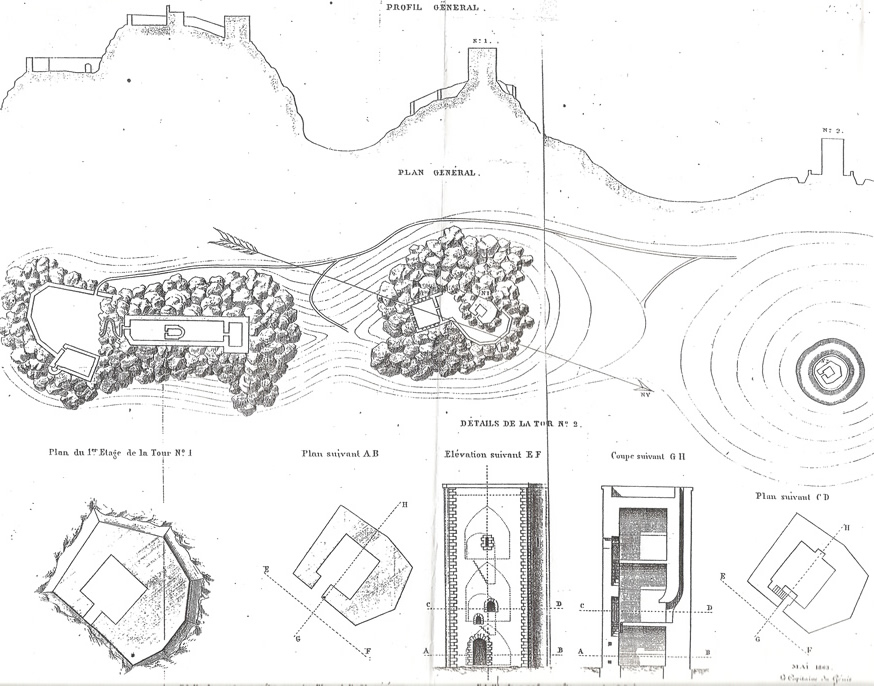
Plànols d'A. Ratheau, 1863

### El recinte principal
Per bé que quasi no en queden elements, sembla que es componia d'una sala-torre, a la part nord del recinte, i un ampli clos, tancat per la muralla d'1,5 metres de gruix però no gaire alta gràcies als cingles de 20 a 40 metres que hi ha al dessota, i que ja són prou defensa. La sala feia 18 per 11 metres, amb cobertura de volta de mig punt, una alçada de 6 metres i el seu mur nord tenia un gruix de 2,30 m. La capella, dedicada a Sant Miquel i a vegades anomenada a la literatura Sant Miquel del Castell de Cabrenys, feia cinc metres per quatre amb un absis semicircular; la porta era orientada al sud, com és habitual en el romànica, i en baixava una escala que davallava uns setze metres fins al clos jussà. Del cos principal del castell es conserva, a més, un tros de la muralla, llarg de 45 metres i alt de dos, i a la cara nord hom es pot afigurar una porta principal de 2 metres d'amplada.
El castell de Cabrenys va ser volat a darreries del segle xvii per ordre de Sébastien Le Prestre, marquès de Vauban, en represàlia per haver acollit els Angelets de la terra en la seva revolta (1663-1670) contra el govern francès. Per la conservació de les restes del castell vetlla actualment l'Association pour la sauvegarde du cháteau et les tours de Cabrenç (ASCTC), creada el 21 d'abril del 1986, que ha fet diversos recaptes per poder restaurar i mantenir el recinte. Des del 1996 és monument històric de França.

### Torre central

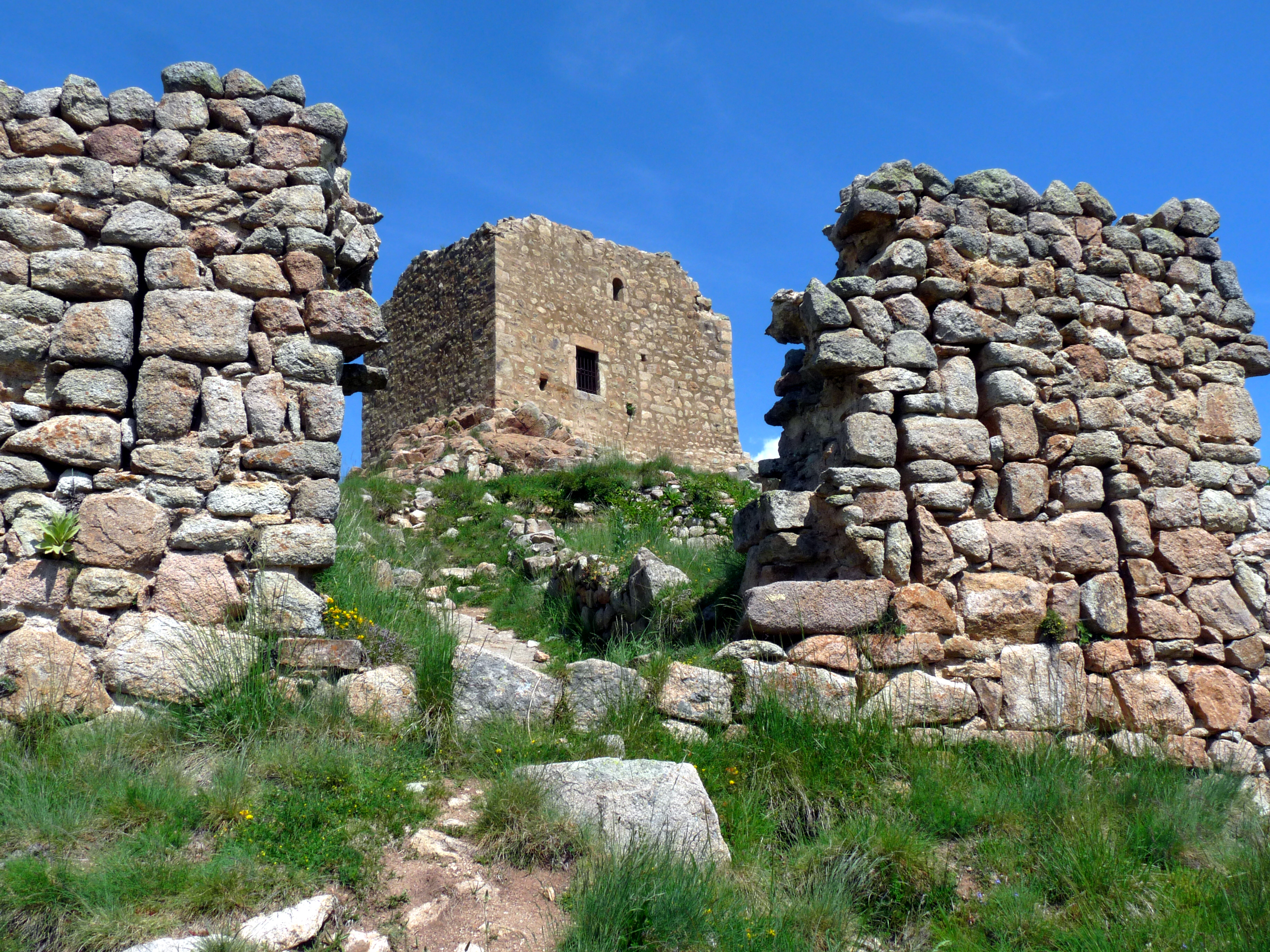
La torre central de Cabrenç

La torre mitjana culmina una penya a 1.310 metres d'altitud, a 100 metres al nord del castell, i és una part d'un conjunt d'edificacions, format per la torre, de sis costats, una segona torre annexa, de planta interior quadrada de 4 per 4 m i 5 metres d'alçada, amb la porta i una finestreta d'arc de mig punt a la façana est, i a uns 25 metres, les restes del mur que tancava aquest recinte, amb una façana d'una mica més de 10 metres de llarg i una gruixària de 90 centímetres; la porta, central, té 11 espitlleres als costats. Aquest recinte, construït en diverses fases, sembla que es podria datar en els segles xiii i XIV. La tradició popular diu que hi havia la presó de la baronia. 42° 21′ 56.37″ N, 2° 32′ 29.7″ E / 42.3656583°N,2.541583°E

### Torre septentrional

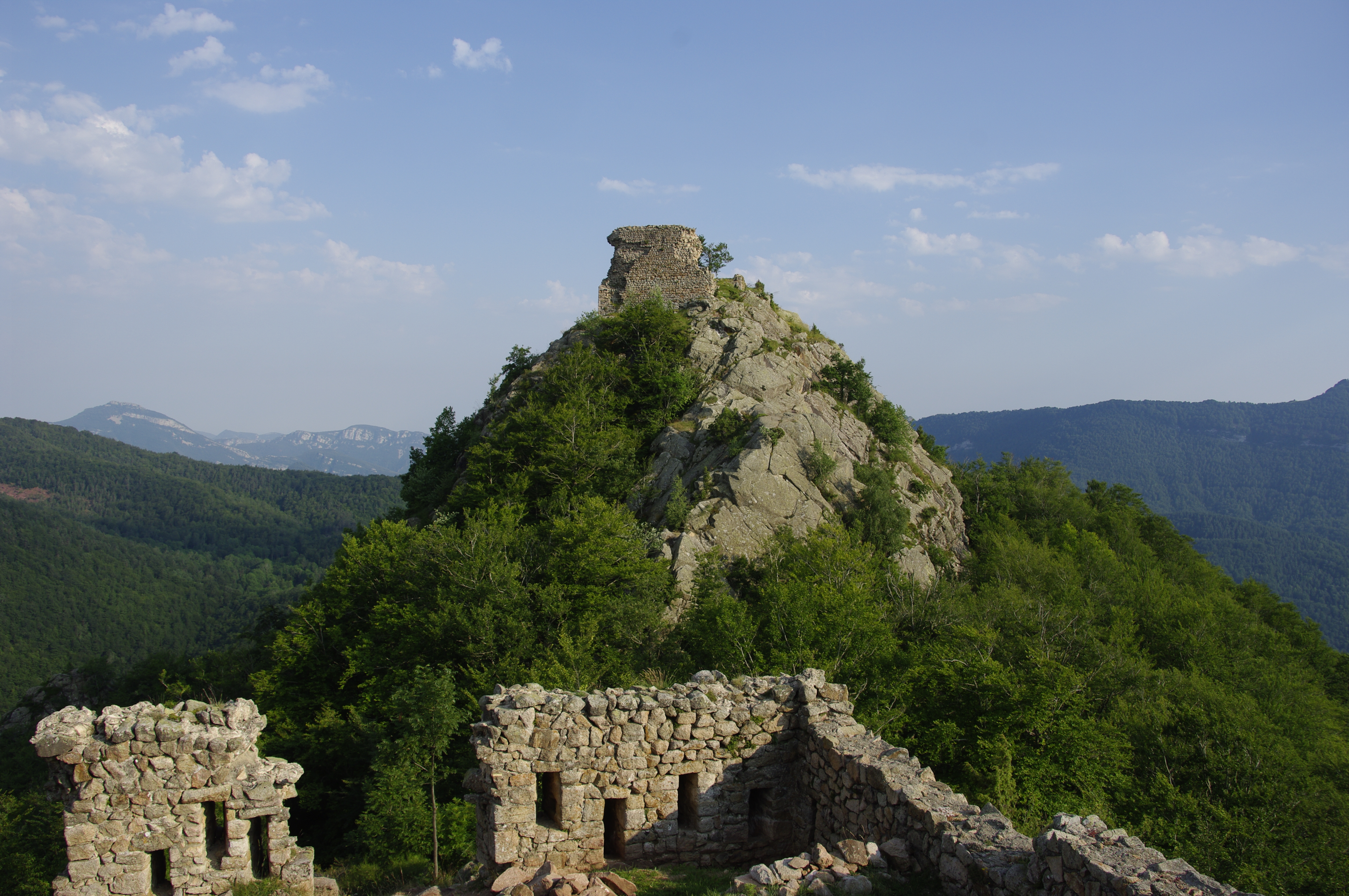
La torre septentrional

La torre nord, del segle catorzè, és dalt del cim més al nord a 1.291 metres d'altitud. Fa 12 metres d'alçada i exteriorment és de planta hexagonal (però de costats desiguals), mentre que a l'interior té forma rectangular, 3,70 m. per 4,20. L'espai interior es distribueix en tres pisos amb cobertes de volta lleugerament apuntades, comunicats per un pas estret d'uns 70 centímetres i graons molt alts encastats a la paret oriental. A la cara est hi ha una porta que permet accedir a la cambra inferior (porta que és a un metre trenta del sòl exterior), dues finestres o espitlleres a la cambra central, dotada també d'una llar de foc, i una gran obertura rectangular a l'altura del pis superior. Hom ha batejat aquesta com la Torre de Senyals, perquè segons la tradició permetia la comunicació amb les torres de Mir, de Cos i de Batera. Del conjunt d'edificis que formen el castell, aquesta és la part més ben conservada, oimés d'haver-ne restaurat murs i obertures, i d'haver-hi fet una passera, una escala d'accés i un mirador a la part superior.
42° 22′ 3.66″ N, 2° 32′ 28.46″ E / 42.3676833°N,2.5412389°E